# 张家齐
张家齐（2004年5月28日—），北京人，中国女子跳水运动员。

## 战绩
她曾获得2018年亚洲运动会跳水比赛女子双人10米跳台金牌， 2018年跳水世界盃女子10米跳台及双人10米跳台双冠军，2019年世界游泳锦标赛女子双人10米跳台金牌。
2020年夏季奧林匹克運動會跳水比賽，7月27日，她與陈芋汐合作獲得女子雙人10米跳台金牌，中国跳水队实现了这一项目的奥运六连冠。她也實現了女子雙人10米跳台大滿貫。
2022年5月3日被授予中国青年五四奖章。